# 大島高任

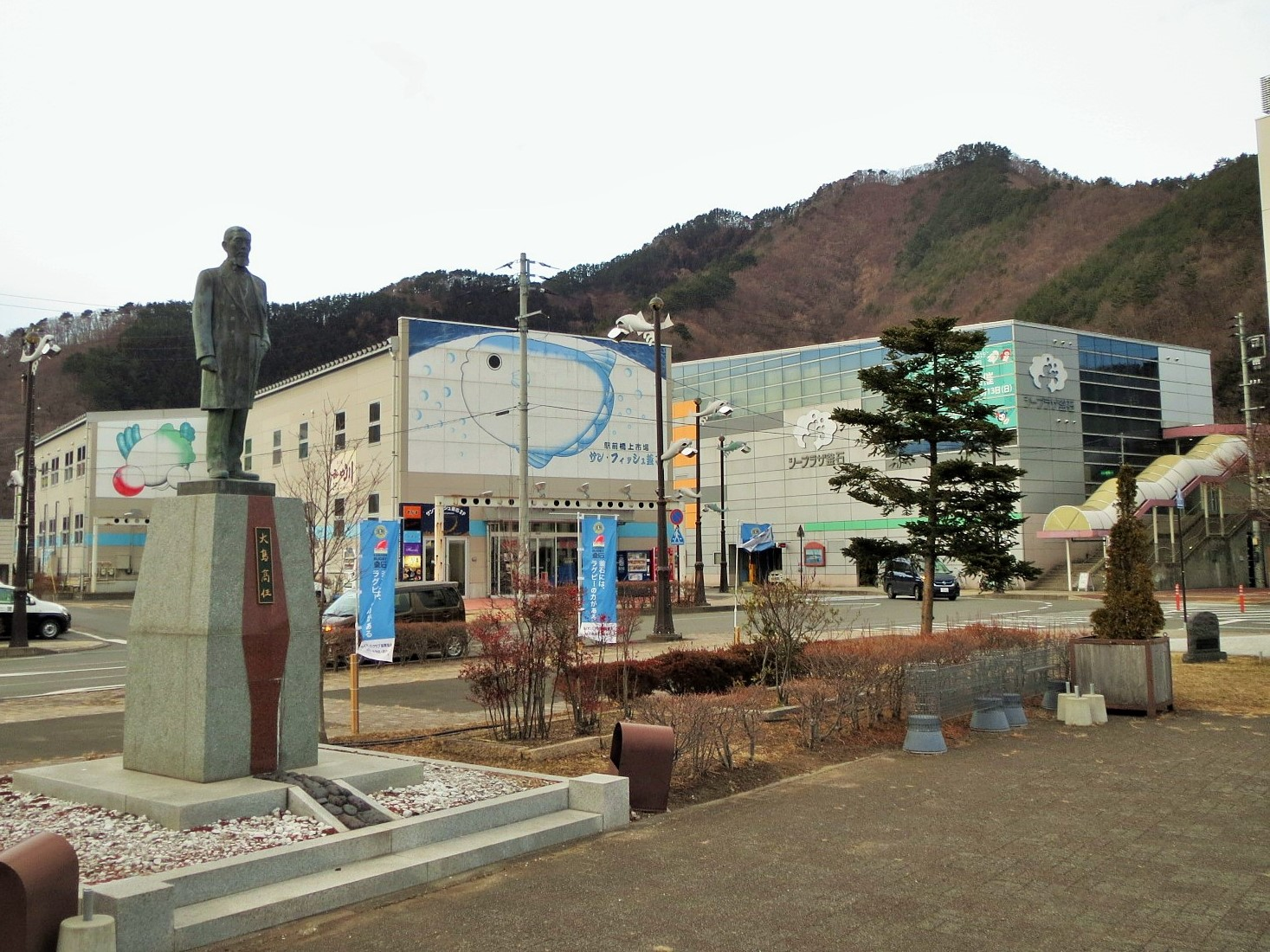
釜石駅前に建つ大島高任像

大島 高任（おおしま たかとう、文政9年5月11日（1826年6月16日） - 明治34年（1901年）3月29日）は、明治時代の鉱山学者。父・大島周意は藩医として盛岡藩に勤めた。

## 経歴
文政9年5月11日（1826年6月16日）、盛岡仁王小路にて盛岡藩侍医・大島周意の長男として生まれる。天保13年（1842年）17歳で留学、江戸で蘭方医の箕作阮甫や坪井信道に師事し、長崎では採鉱術を学ぶ。嘉永6年（1853年）、水戸藩主の徳川斉昭から招かれて那珂湊反射炉を建造。大砲の鋳造に成功するが、原材料が砂鉄の為にその性能は高くはなかった。西洋と並ぶ高品質な鉄を造るべく、良質の鉄鉱石が産出する大橋（釜石）の地にU・ヒュゲーニン著の「ロイク王立鉄製大砲鋳造所における鋳造法」を参考として西洋式高炉を建造、安政4年12月1日(新暦1858年1月15日)に鉄鉱石製錬による本格的連続出銑に成功する。
これは商用高炉としては日本初であり（なお、日本において高炉による初出銑は鹿児島の集成館高炉によるもので、安政元年（1854年）のことである）、大島は後の明治政府においても技術者として高く評価され、鉱業界の第一人者として活躍したことから日本近代製鉄の父と呼ばれている。
翌年の安政2年（1855年）には橋野での高炉建設にも携わる。その後盛岡藩に戻った高任は、蘭学に英語、医学、物理、化学、兵術、砲術などを教える日新堂を創設。
維新後の明治4年には岩倉使節団に同行、欧州の鉱山を視察。帰国後の明治7年（1874年）には岩手県釜石に新設される国内初の官営製鉄所について意見を求められるも、ドイツ人技師ビヤンヒーと意見が対立。政府は小型高炉を造り運河を整備すべしという高任の意見を退け、大型高炉を造り鉄道を整備すべしというビヤンヒー案を採用した。
明治8年（1875年）に高任は釜石を去るが、官営製鉄所はその後操業を開始するも3年で頓挫。
後の田中長兵衛、横山久太郎ら民間人による再建を待つことになる。
明治23年（1890年）には日本鉱業会の初代会長に就任。
後年、那須野の開墾にも携わり、葡萄園と葡萄酒醸造所の設営に係る。墓所は盛岡市永泉寺。

## 栄典
- 1888年（明治21年）5月29日 - 勲四等旭日小綬章[1]
- 1889年（明治22年）11月25日 - 大日本帝国憲法発布記念章[2]

## 親族
大島家の初代は周防国大島郡出身の会津浪人で、盛岡に来て大坪流馬術を教え馬医を業とし、二代目より南部藩の馬医を務めた。
- 父：大島周意高基 ‐ 馬医より医師となる。[3]
- 長女：スケ（繁、1858年生）‐ 医師・及川良吾の妻。[4]
  - 長男・及川古志郎
  - 四男・及川奥郎
  - 娘婿・山口青邨
- 長男：大島道太郎 ‐ 冶金学者。妻は大隈重信の養女。[5][6]
  - 娘婿・白鳥敏夫
- 二女・久 ‐ 山田直矢の妻
  - 孫・山田伸雄